# Московський навчальний заклад для колоновожатих
Московський навчальний заклад для колонновожатих — московське (пізніше санкт-петербурзьке) військове училище з підготовки колоновожатих (юнкерів, які готувалися в офіцери  Генерального штабу), існувало з 1816 року по 1823 рік, в 1823 переведено до Петербургу, в 1826 — закрито. Училище це заснував, обладнав, придбав необхідну літературу, інструменти, посібники, колекції і т. д. генерал-майор Муравйов Микола Миколайович. Після закриття училища на його базі було створено  Академію Генерального штабу.

## Історія
Училище виникло за приватною ініціативою. У 1810 р. студент університету Муравйов Михайло Миколайович утворив в  Москві Товариство математиків, яке мало за мету поширення математичних знань; складалося воно зі студентів та кандидатів університету, до яких приєдналися деякі старші викладачі. Головою обрали батька засновника —  Муравйова Миколу Миколайовича, директором  Муравйова Михайла Миколайовича. Останній виклопотав затвердження статуту Товариства, а діяльності його дав переважно навчального напряму.
Згідно зі статутом Товариства математиків, у ньому безоплатно викладалися математичні науки. Таким чином, у будинку H. H. Муравйова у Москві відкрилися публічні безкоштовні лекції. Члени товариства розподілили між собою викладання курсу чистої математики і деяких частин прикладної, а H. H. Муравйов взяв на себе викладання військових наук, в застосуванні власне тих знань, що необхідні для квартирмейстерської частини (нині Генеральний штаб). Ці лекції мали великий успіх і після перерви, викликаної франко-російською війною 1812 року, поновилися.
Під час війни 1812 року князь  П. М. Волконський, заклопотаний підготовкою освічених офіцерів, запропонував слухачам цих лекцій, вступити в службу колонновожатих без іспиту, прямо прапорщиками армії, а слідом потім переведені в Свиту Його Імператорської Величності з квартирмейстерської частини (так якийсь час називався Генеральний штаб). З 1810 року на чолі Світи встав генерал-ад'ютант князь Волконський Петро Михайлович. У 1815—1816 рр.. цю пропозицію прийняли 44 слухача Мурав'євських лекцій, які успішно витримали запропонований  Волконським іспит, після чого ці лекції в 1816 р. перетворені в Московський навчальний заклад для колонновожатих, яке, хоча й залишалося як і раніше на утриманні H. H. Муравйова, але отримало значення державної установи, в якому учні готувалися до військової служби. Приймалися дворяни, не молодше 16 років, які мали домашню освіту, за попередніми іспитами з російської мови, французької або німецької, з арифметиці і в початкових підставах географії та історії; що не витримали іспиту приймалися в особливий підготовчий клас. Колонновожаті жили на своїх квартирах, але підкорялися нагляду офіцерів училища. Після закінчення училища вони служили колонновожатимі, тобто офіцерами штабів різних рівнів. Навчання в училищі було безкоштовним. Будучи не дуже багатою людиною, генерал  М. М. Муравйов віддав училищу власний будинок і бібліотеку, на свої гроші купував інструменти та навчальні посібники. Навесні весь склад училища переселявся в родовий маєток Муравйових Долголядье (воно ж Осташево), що в Можайському повіті. Навчання генерал поставив серйозно, заняття йшли з раннього ранку, і спуску вихованцям не давалося. В училищі викладали сини Миколи Миколайовича — Микола і Михайло. Навчальний курс училища був розрахований на чотири класи. Там викладалися російська, французька, німецька мови, математика, топографія, тактика, артилерія, фортифікація, стройова підготовка, фехтування і верхова їзда.
У 1820 році при училищі колонновожатих були засновані офіцерські класи, в яких викладалися: продовження чистої математики, коротка астрономія, геодезія і коротка військова історія.
У 1823 році  М. М. Муравйов, у зв'язку зі здоров'ям, відмовився від подальшого завідування своїм закладом, і воно було переведено до Петербурга, де утворилося училище для колонновожатих, що проіснувало до 1826 року.
У московському навчальному закладі з 1816 року по 1823 рік навчалося 180 чоловік. Випущені же з нього офіцерами 138 чоловік, у тому числі 127 в Свиту Його Величності з квартирмейстерської частини.
Проіснувавши всього 8 років і встигнувши випустити 138 вихованців, училище було закрито. Академік  М. В. Нечкіна, вважала Московське училище колонновожатих одним із «осередків виховання декабристського світогляду». У зв'язку з подіями 14 грудня 1825 в Петербурзі до слідства у справі декабристів були залучені 28 випускників училища та 13 з них були засуджені, серед них: Аврамов Іван Борисович, Басаргін Микола Васильович, Корнилович Олександр Йосипович, Бобрищев-Пушкін Микола Сергійович, Загорецький Микола Олександрович, Заїкін Микола Федорович, Крюков Микола Олександрович, Ліхарев Володимир Миколайович, Муравйов Артамон Захарович (всі — члени  Південного товариства), Муханов Петро Олександрович, член Союзу благоденства та ін.